# 국민사회운동
국민사회운동(히브리어: תנועה חברתית לאומית)은 1996년부터 2003년까지 존속했던 이스라엘의 정당이다. 리쿠드를 탈당한 다비드 레비가 창당했으며, 우파 리쿠드 및 좌파 노동당과 연정을 구성하기도 했으나 별 힘을 발휘하지는 못했다. 이후 레비가 리쿠드에 복당하면서 자연스레 해산되었다.